# Paweł Dąmbski
Paweł Jan Dąmbski herbu Godziemba (zm. 1783 w Lubrańcu) – kasztelan brzeskokujawski.

## Rodzina
Syn Andrzeja (zm. 1734), wojewody brzeskokujawskiego i Katarzyny Krakowskiej, córki kasztelana krzywińskiego. Brat Kazimierza (1701-1765), wojewody sieradzkiego.
Czterokrotnie żonaty. 
- Pierwsza żona Katarzyna Potulicka herbu Grzymała, urodziła córkę Helenę, późniejszą żonę Adama Skoroszewskiego, kasztelanica poznańskiego, następnie Leona Moszczeńskiego, starostę ośnickiego
- Druga żona Eleonora Schlieben, córka wojewody inflandzkiego Jana Wilhelma Schliebena (1682-1737)
- Trzecia żona Ludwika Garczyńska, córka Stefana Garczyńskiego (zm. 1756), wojewody poznańskiego
- Czwarta żona, Helena Konarska herbu Ossoria (Kolczyk), córka Stanisława kasztelana chełmińskiego (zm. 1757), urodziła dwie córki: Praksedę, żonę generała Sokołowskiego, następnie Józefa Stablewskiego i Teodora, żona Andrzeja Kozłowskiego dwóch synów: Michała (zm. 1805), rotmistrza kawalerii narodowej i Ksawerego, komisarza cywilno-wojskowego brzeskokujawskiego.

## Pełnione urzędy
W roku 1729 piastował urząd marszałka sejmiku brzeskiego i kujawskiego
Początkowo pełnił obowiązki chorążego brzeskokujawskiego (1738). Był starostą inowrocławskim (1740-1754), inowłodzkim i tołtnickim (1748). W latach 1752–1783 sprawował urząd kasztelana brzeskokujawskiego. W 1766 roku został wyznaczony senatorem rezydentem. Zasłużony deputat na trybunał. Kawaler Orderu Św. Stanisława (1779) i Orderu Orła Białego (1759). W testamencie spisanym 24 września 1782 w Redczu Wielkim zapisał córce Helenie, pół miliona zł
Posiadał dobra majątkowe: Samszyce, Pilichowo, Broniszówek, Połotówek, Wymysłowo, Wieniec i Płowce. Majątek Płowce sprzedał Biesiekierskiemu. Pod koniec życia nabył hrabstwo Lubranieckie, od Stanisława Dąmbskiego, starosty kowalskiego za 898.000 zł pl. Zamieszkał w swych dobrach zakupionych od brata Kazimierza w Ostrawitem w powiecie kwidzyńskim. Wybudował tam pałac
Jego wnuk Gustaw Dąmbski (1799-1864) był powstańcem i posłem na sejm berliński.